# クレイグ・シェイクスピア
クレイグ・ロバート・シェイクスピア （Craig Robert Shakespeare、1963年10月26日 - 2024年8月1日）は、イングランド出身のサッカー指導者、元サッカー選手。 

## 経歴
選手としては主にミッドフィールダーを務め、ウォルソールで350試合以上出場。 シェフィールド・Wを経たのち、ウェスト・ブロムウィッチ・アルビオンとグリムスビー・タウンでもそれぞれで100試合以上出場した。
ウェスト・ブロムウィッチ・アルビオン、レスター・シティ、ハル・シティでコーチを歴任。 2006年にウェスト・ブロムで監督代理を務め、2016年にはクラウディオ・ラニエリが解任されたレスターでも同様の役割を果たした。
ラニエリ解任時には降格圏まであと1差と迫り混迷を極めるレスターであったが、シェイクスピアはカウンタースタイルのサッカーに回帰させ、チャンピオンズリーグではセビージャを破ってベスト8進出、リーグ戦も12位にまで引き上げた。
その手腕が評価され、2017年6月8日に正式監督として3年契約に署名した。
しかし、その4か月後の2017年10月17日、リーグ戦の成績不振により解任された。
その後、エヴァートン、ワトフォード、アストン・ヴィラ、ノリッジ・シティのアシスタントコーチにそれぞれ就任した。
2023年4月10日、ブレンダン・ロジャースを解任したレスター・シティの下に再びアシスタントコーチとして就任した。
2023年6月16日、契約満了により監督のディーン・スミスとともにクラブを去ることが発表された。
癌との闘病の末、2024年8月1日の朝に死去。60歳没。